# 卡氏皂鱸
卡氏皂鱸（学名：Rypticus carpenteri），為輻鰭魚綱鱸形目鱸亞目鮨科的其中一種，分布於加勒比海海域，棲息深度可達40公尺，體長可達8.6公分，生活在臨海礁坡，為底棲性魚類，屬肉食性，生活習性不明。

## 擴展閱讀
- 卡氏皂鱸的图片 （页面存档备份，存于）